# 白城あやか
白城 あやか（しらき あやか、本名：中山 光希（なかやま みき、旧姓：木村）、1967年9月27日 - ） は、元宝塚歌劇団星組トップ娘役。宝塚歌劇団時代の愛称はあやか、みき。東京都足立区出身。夫はタレント・司会者の中山秀征。長男は俳優の中山翔貴で、他に息子が3人いる。

## 略歴
1967年9月27日、東京都足立区に生まれる。
1986年、宝塚音楽学校入学。74期生。
1988年、宝塚歌劇団入団。入団時の成績は5番。『キス・ミー・ケイト』で初舞台を踏み、花組に配属。同期には和央ようか・麻乃佳世・森奈みはる・渚あきら。1991年、『春の風を君に…』にて新人公演初ヒロイン。その後、星組に組替え。
1991年、『グランサッソの百合』にてバウホール公演初ヒロイン。
1992年、『白夜伝説／ワンナイト・ミラージュ』より、紫苑ゆうの相手役として星組トップ娘役に就任。
1994年、12月26日の紫苑の退団に伴い、後任に麻路さきがトップスターに就任し、相手役を務める。翌1995年、阪神・淡路大震災直後の2月名古屋中日劇場『若き日の唄は忘れじ／ジャンプ・オリエント!』を麻路と共に無事につとめ上げ、3月に『国境のない地図』にて新トップコンビお披露目。
在団中は『紫禁城の落日』の浩、『うたかたの恋』のマリー・ヴェッツェラ、『若き日の唄は忘れじ』のふく、『国境のない地図』のベロニカ/ザビーネ、『エリザベート -愛と死の輪舞-』のタイトルロールのエリザベート、『カサノヴァ・夢のかたみ』のポンパドゥール夫人、『武蔵野の露と消ゆとも』の皇女和宮等、多様な役を演じた。唯一のコメディ作品とも言える『Action!』ではコメディエンヌとしての才能も披露した。
1997年3月31日、『エリザベート -愛と死の輪舞-』東京宝塚劇場公演の千秋楽をもって宝塚歌劇団を退団。
私生活では退団後の1998年に中山秀征と結婚。当時は、芸能人の結婚式として「地味婚」が流行っていたが、この結婚式は明治神宮で行われ、和田アキ子や堺正章などを初めとする芸能人など450人が出席し、披露宴の司会は徳光和夫が務めるなど、豪華な結婚式となった。また、ウェディングドレスは白城自身がデザインし、ウェディングケーキは白城の友人が手作りしてロンドンから送ってくれたものである。そして結婚式には当時の星組生54人が駆けつけ、当時の星組トップスターで白城の元相手役の麻路さきのピアノ演奏と共に、宝塚の代表的な曲である「すみれの花咲くころ」を合唱し、白城と中山の結婚を祝った。結婚式の最後には、白城が一人で縫って作った布製のミニブーケ500個を、会場の出席者に一人ひとり手渡しした。
当初は家事・育児に専念していたが、2002年にテレビ番組の『Takarazuka Cafe Break』の司会や、夫婦揃ってのCM出演、2006年の『エリザベート10周年ガラコンサート』への出演など行っている。2011年には、自身のブログを開設した。
息子と同じ少年野球チームに所属していた清宮幸太郎とも、家族ぐるみで旧知の間柄にある。

## 宝塚歌劇団時代の主な舞台

### 花組時代
- 1990年3月 - 7月、『ベルサイユのばら』 - 小公女 役
- 1990年5月 - 6月、バウホール公演『美しき野獣』 - クララ 役
- 1990年9月 -11月、『秋…冬への前奏曲』ジゼラ／新人公演 - レナーテ 役（本役：香坂千晶）
- 1991年1月 - 4月、『春の風を君に…』柳翠玉／新人公演（宝塚） - 柳緋玉 役（本役：ひびき美都）※新人公演初ヒロイン

### 星組時代
- 1991年5月 - 8月、『恋人たちの肖像／ナルシス・ノアール』 - カロリーネ／アルテミス 役
- 1991年9月、バウホール公演『グランサッソの百合』 - リリー 役 ※バウ初ヒロイン
- 1992年11月 - 1992年3月、『紫禁城の落日』 - 浩 役

### 星組トップ娘役時代
- 1992年5月 - 6月、『白夜伝説／ワンナイト・ミラージュ』 - フレイヤ姫 役　※トップお披露目公演
- 1993年1月 - 4月、『宝寿頌／PARFUM DE PARIS』※宝塚大劇場こけら落とし公演
- 1993年6月 - 11月、『うたかたの恋／パパラギ〜極彩色のアリア〜』 - マリー・ヴェッツェラ 役
- 1993年9月 - 10月、全国ツアー公演『秋…冬への前奏曲〜コマロフスキー伯爵編〜／ワンナイト・ミラージュ』 - レナーテ 役
- 1993年12月 - 1994年1月、バウホール公演『ラ・トルメンタ－愛の嵐－』 - シルヴィア 役　※バウヒロイン
- 1994年2月 - 6月、『若き日の唄は忘れじ／ジャンプ・オリエント!』 - ふく 役
- 1994年10月 - 11月、バウホール・日本青年館公演『Shion〜愛の祈り〜』 - 月下美人／マリア 役
- 1994年8月 - 12月、『カサノヴァ・夢のかたみ／ラ・カンタータ!』 - ジャンヌ（ポンパドゥール夫人） 役
- 1995年1月 - 2月、中日劇場公演『若き日の唄は忘れじ／ジャンプ・オリエント!』 - ふく 役
- 1995年3月 - 7月、『国境のない地図』 - ベロニカ／ザビーネ（二役） 役　※麻路トップお披露目公演
- 1995年9月 - 1996年3月、『剣と恋と虹と／ジュビレーション!』 - クリスティーヌ 役
- 1995年12月、シアター・ドラマシティ公演『Action!』 - シンシア 役
- 1996年5月 - 8月、『二人だけが悪／パッション・ブルー』 - アリシア 役
- 1997年1月、バウホール公演『武蔵野の露と消ゆとも』 - 和宮親子内親王 役
- 1996年11月 - 1997年3月、『エリザベート』 - エリザベート 役　※退団公演

## 宝塚歌劇団退団後の主な活動

### 舞台
- 2006年1月 - 2月、『エリザベート10周年ガラコンサート』 - エリザベート 役
- 2017年1月9日、19日・20日、『エリザベートTAKARAZUKA20周年スペシャル・ガラ・コンサート』 - エリザベート役　※東京公演のみ出演[3]
- 2021年4月 - 5月、『エリザベートTAKARAZUKA25周年スペシャルガラコンサート』 - エリザベート役

### テレビ
- Takarazuka Cafe Break（2002年4月 - 2003年3月、東京MXテレビ） - 司会
- ボクらの時代（2013年4月7日、フジテレビ）

### CM
- トップ（ライオン）

### その他
- 出雲綾 トーク&ライブ（2010年2月28日、東京會舘） - ゲスト出演
- 麻路さき・白城あやか トーク&ライブ（2010年11月28日、東京會舘）
- 森奈みはる・白城あやかトークショー（2013年8月2日、LIVE cafe HAYASE）

### 著書
- 1日大さじ1杯だけでカラダがよみがえる!かんたんオイル健康法（2018年、世界文化社）